# К'ярі
К'ярі (італ. Chiari) — муніципалітет в Італії, у регіоні Ломбардія, провінція Брешія.
К'ярі розташовані на відстані близько 460 км на північний захід від Рима, 60 км на схід від Мілана, 24 км на захід від Брешії.
Населення — 18 813 осіб (2014).

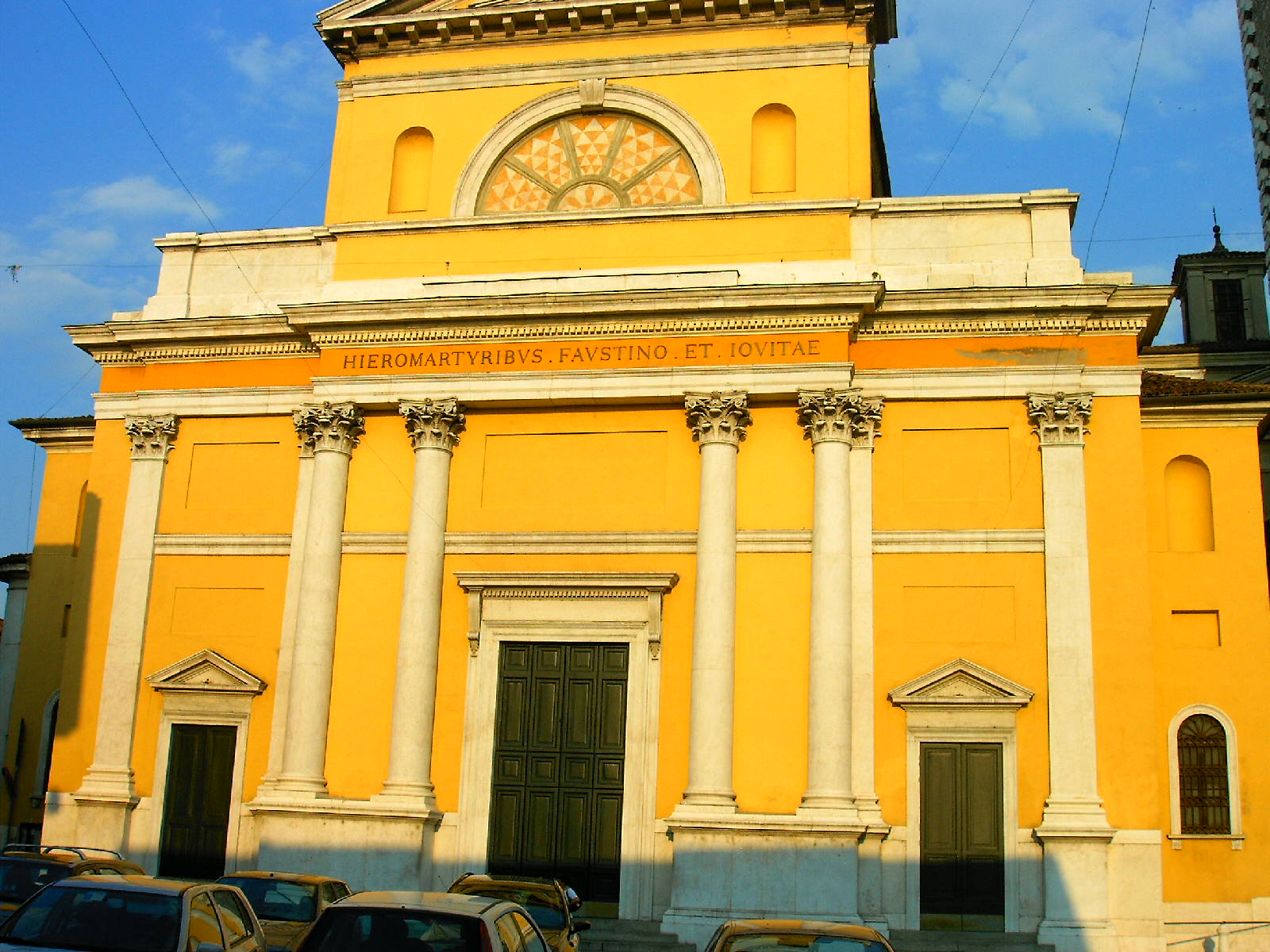

Щорічний фестиваль відбувається 15 лютого. Покровитель — Faustino.

## Демографія
Населення за роками:

Станом на 1 січня 2023 року в муніципалітеті офіційно проживало 3206 іноземців з 69 країн, серед них 532 громадяни країн Євросоюзу та 49 громадян України.

## Сусідні муніципалітети
- Кастельковаті
- Кастреццато
- Коккальйо
- Колоньє
- Комеццано-Чиццаго
- Палаццоло-сулл'Ольйо
- Понтольйо
- Роккафранка
- Рудіано
- Ураго-д'Ольйо

## Міста-побратими
- Вальмадрера, Італія (2009)
- Алджемезі, Іспанія (2014)